# Vic Reeves
Vic Reeves, de son vrai nom James "Jim" Roderick Moir, né à Leeds le 24 janvier 1959, est un acteur britannique très connu en Grande-Bretagne pour son duo comique avec Bob Mortimer. Il est plus connu en France en tant que présentateur de l'émission scientifique Brainiac: Science Abuse dans laquelle il remplace Richard Hammond.
Egalement chanteur, il sort l'album I Will Cure You en 1991. Le titre Dizzy, en collaboration avec The Wonder Stuff, est n°1 dans les charts britanniques.
En 2004 il a participé à la version anglaise de Je suis une célébrité, sortez-moi de là !. Il apparait aussi dans le film National Lampoon's Blackball.